# Classe à horaires aménagés
 (signalé en août 2025).
Si vous disposez d'ouvrages ou d'articles de référence ou si vous connaissez des sites web de qualité traitant du thème abordé ici, merci de compléter l'article en donnant les références utiles à sa vérifiabilité et en les liant à la section « Notes et références ».
- Archive Wikiwix
- Bing
- Cairn
- DuckDuckGo
- E. Universalis
- Gallica
- Google
- G. Books
- G. News
- G. Scholar
- Persée
- Qwant
- (zh) Baidu
- (ru) Yandex
- (wd) trouver des œuvres sur Wikidata

Il existe en France divers types de classes à horaires aménagés. Les plus courants sont ceux de la semaine de quatre jours par exemple en primaire. Ils permettent de changer la gestion du temps de classe des élèves et/ou de développer des pratiques culturelles, musicales ou sportives d'assez haut niveau sans amputer sur le niveau scolaire.

## En primaire
L'horaire normal est de 26 heures par semaine pendant 36 semaines (durée normale) réparties en 4 jours et demi (un samedi sur trois est libéré pour arriver à la moyenne de 26 heures). Les écoles peuvent opter (sous réserve d'accord avec le préfet du département) pour une autre organisation de la semaine. Lorsque l'horaire hebdomadaire est allégé, les heures manquées sont rattrapées, au choix des écoles, sur les vacances d'été ou les petites vacances (voire une combinaison des deux)

### Semaine de quatre jours

#### Principe
Elle permet aux enfants et aux parents de disposer d'un week-end complet toutes les semaines et de laisser le repos du mercredi.
Les horaires du lundi, mardi, jeudi et vendredi sont inchangés.
Les heures manquées des samedis sont rattrapées par 12 journées d'école en plus, prises sur les vacances.

#### Les avis
Contestation par les spécialistes des rythmes de vie et de l'enfance, à cause d'une coupure du week-end trop longue et parce qu'en deux jours, les enfants ont du mal à se remettre le lundi matin. Ils évoquent aussi que le samedi est généralement utilisé pour des révisions et des activités moins lourdes pour les enfants, ce qui n'existe pas dans une classe avec la semaine de 4 jours. 

Les parents sont en général pour cette organisation de la semaine, qui est une alternative à l'augmentation des reports des cours du samedi au mercredi pour libérer le week-end. Une sorte de double avantage. D'après eux cela permet plus facilement aux enfants de pratiquer une activité annexe à l'école.

Les instituteurs sont partagés : certains reconnaissent qu'il est difficile de se remettre au travail le lundi matin mais que les vacances d'été un peu raccourcies permettent une coupure moins longue (surtout quand certains enfants ne lisent pas pendant les vacances).

### Report des cours du samedi au mercredi
Il est possible pour les écoles d'aménager la semaine de 4 jours et demi en déplaçant les cours du samedi au mercredi. Ainsi on libère le week-end sans sacrifier de vacances aux enfants.

### Autres aménagements possibles de l'organisation de la semaine
Il existe d'autres aménagements sur 5 jours qui existent. Ces aménagements en général regroupent les cours le matin et en début d'après-midi (ou pas) et prévoient des activités périscolaires en dehors.

### Classe à projet artistique ou culturel (PAC)
Elle change l'organisation des matières entre elles. Elle développe la transdisciplinarité.

## En collège

### Principe de l'emploi du temps
Le chef d'établissement est seul à décider de l'organisation des emplois du temps (position de cours et durée de pause déjeuner) dans la semaine.
Il existe différents types d'aménagements d'emploi du temps. Certains élèves se rendent au collège seulement le matin et pratiquent une activité artistique ou sportive l'après-midi (c'est le cas, par exemple, au lycée Lamartine, à Paris).

### Section sportive ou musicale
Possibilité pour les élèves d'approfondir leur pratique d'un sport ou leurs connaissances musicales tout en poursuivant leur scolarité normale. Elle entraîne cependant parfois un allègement de certains horaires attitrés par matière (au choix de l'établissement mais aucune matière ne peut être totalement supprimée).
Les élèves sont en général admis sur dossier des résultats antérieurs. (Si elle n'a pas été suivie avant, une évaluation est organisée en sport ou en musique, suivant la section visée.)

### Section (pré-)européenne etbilangue
Permet d'augmenter le volume horaire consacrée aux langues (ou une langue), dans le but de pouvoir ensuite intégrer plus facilement une section européenne en 4e ou au lycée.
La filière bilangue est en plein développement. Elle consiste à démarrer deux langues en sixième. (Elle s'appelle trilingue en Alsace en général, et parfois européenne mais de moins en moins). 

De plus en plus aujourd'hui elle consiste en la continuation de la langue démarrée en primaire en y ajoutant une autre (une des deux est souvent l'anglais, une exception toutefois pour un collège de l'académie de Metz : allemand-italien).

## Primaire et collège: classe à horaires aménagés en musique, danse, théâtre ou arts plastiques
Une classe à horaires aménagés en musique (CHAM), danse (CHAD), théâtre (CHAT) ou arts plastiques (CHAAP) est, en France, une classe d'enseignement général du niveau élémentaire ou secondaire (collège) dans laquelle sont regroupés les élèves qui bénéficient d'un emploi du temps adapté qui leur permet de suivre pendant le temps scolaire un enseignement spécialisé en musique, danse, théâtre ou arts plastiques, généralement en conservatoire.